# Saison 1 de Drag Race Italia
La première saison de Drag Race Italia est diffusée pour la première fois du 18 novembre 2021 au 23 décembre 2021 sur Discovery+ en Italie et sur WOW Presents Plus à l'international.
La création d'une version italienne de RuPaul's Drag Race est annoncée le 1er juillet 2021. Les juges principaux sont Priscilla, Chiara Francini et Tommaso Zorzi. Le casting est composé de huit candidates et est annoncé le 29 octobre 2021 sur les réseaux sociaux.
La gagnante de la saison reçoit une couronne et un sceptre de la part d'Aster LAB et le statut d'ambassadrice pour MAC Cosmetics pendant un an.
La gagnante de la saison est Elecktra Bionic, avec Farida Kant et Le Riche comme secondes.

## Candidates
(Les noms et les âges donnés sont ceux annoncés au moment de la compétition.)
| Candidate        | Âge | Résidence               | Classement |
| ---------------- | --- | ----------------------- | ---------- |
| Elecktra Bionic  | 27  | Turin, Piémont          | Gagnante   |
| Farida Kant      | 33  | Lecce, Pouilles         | Secondes   |
| Le Riche         | 35  | Palerme, Sicile         | Secondes   |
| Luquisha Lubamba | 33  | Bologne, Émilie-Romagne | 4e place   |
| Ava Hangar       | 36  | Carbonia, Sardaigne     | 5e place   |
| Divinity         | 27  | Naples, Campanie        | 6e place   |
| Enorma Jean      | 46  | Milan, Lombardie        | 7e place   |
| Ivana Vamp       | 32  | Arezzo, Toscane         | 8e place   |

1. ↑  Luquisha Lubamba a été élue Miss Sympathie.
2. ↑  Enorma Jean a été disqualifiée.

## Progression des candidates
|           |                  | Épisode | Épisode | Épisode | Épisode | Épisode | Épisode  | Épisode  |
| 1         | 2                | 3       | 4       | 5       | 6       | 6       |          |          |
| --------- | ---------------- | ------- | ------- | ------- | ------- | ------- | -------- | -------- |
| Candidate | Elecktra Bionic  | SAFE    | SAFE    | SAFE    | SAFE    | HIGH    | GAGNANTE | GAGNANTE |
| Candidate | Farida Kant      | WIN     | SAFE    | SAFE    | SAFE    | WIN     | SECONDE  | SECONDE  |
| Candidate | Le Riche         | SAFE    | BTM2    | BTM2    | WIN     | HIGH    | SECONDE  | SECONDE  |
| Candidate | Luquisha Lubamba | BTM2    | LOW     | HIGH    | HIGH    | BTM2    | ÉLIMINÉE | MISS C.  |
| Candidate | Ava Hangar       | SAFE    | SAFE    | BTM2    | BTM2    | ELIM    | INVITÉE  | INVITÉE  |
| Candidate | Divinity         | BTM2    | SAFE    | WIN     | ELIM    |         | INVITÉE  | INVITÉE  |
| Candidate | Enorma Jean      | SAFE    | WIN     | SAFE    | DISQ    |         | INVITÉE  | INVITÉE  |
| Candidate | Ivana Vamp       | HIGH    | ELIM    |         |         |         | INVITÉE  | INVITÉE  |

 La candidate a gagné Drag Race Italia.
 La candidate est arrivée seconde.
 La candidate a été éliminée lors de la finale.
 La candidate a été élue Miss Sympathie.
 La candidate a gagné le défi.
 La candidate a reçu des critiques positives des juges et a été déclarée sauve.
 La candidate a été déclarée sauve.
 La candidate a reçu des critiques négatives des juges mais a été déclarée sauve.
 La candidate a été en danger d’élimination.
 La candidate a été éliminée.
 La candidate a été disqualifiée.

## Lip-syncs
| Épisode | Candidate                                    | vs.                                          | Candidate                                    | Chanson              | Artiste           | Candidate éliminée |
| ------- | -------------------------------------------- | -------------------------------------------- | -------------------------------------------- | -------------------- | ----------------- | ------------------ |
| 1       | Divinity                                     | vs.                                          | Luquisha Lubamba                             | Occhi di gatto       | Cristina D'Avena  | Aucune             |
| 2       | Ivana Vamp                                   | vs.                                          | Le Riche                                     | Comprami             | Viola Valentino   | Ivana Vamp         |
| 3       | Ava Hangar                                   | vs.                                          | Le Riche                                     | Fiesta               | Raffaella Carrá   | Aucune             |
| 4       | Ava Hangar                                   | vs.                                          | Enorma Jean                                  | Champion             | RuPaul            | Enorma Jean        |
| 4       | Ava Hangar                                   | vs.                                          | Divinity                                     | Kobra                | Donatella Rettore | Divinity           |
| 5       | Ava Hangar                                   | vs.                                          | Luquisha Lubamba                             | Cicale               | Heather Parisi    | Ava Hangar         |
| Épisode | Candidate                                    | vs.                                          | Candidate                                    | Chanson              | Artiste           | Gagnante           |
| 6       | Elecktra Bionic vs. Farida Kant vs. Le Riche | Elecktra Bionic vs. Farida Kant vs. Le Riche | Elecktra Bionic vs. Farida Kant vs. Le Riche | Non sono una signora | Loredana Bertè    | Elecktra Bionic    |

 La candidate a été éliminée après sa première fois en danger d'élimination.
 La candidate a été éliminée après sa deuxième fois en danger d'élimination.
 La candidate a été éliminée après sa troisième fois en danger d'élimination.
 La candidate a été disqualifiée.
 La candidate a remporté le lip-sync et la saison.

## Juges invités
Cités par ordre d'apparition :
- Cristina D'Avena, chanteuse et actrice italienne ;
- Fabio Mollo, scénariste et réalisateur italien ;
- Gianmarco Saurino, acteur italien ;
- Vladimir Luxuria, actrice et activiste italienne ;
- Nick Cerioni, styliste italien ;
- Donatella Rettore, chanteuse italienne ;
- Giancarlo Commare, acteur italien ;
- Enzo Miccio, styliste italien ;
- Coco Rebecca Edogamhe, actrice italienne ;
- Ambra Angiolini, actrice et chanteuse italienne.

### Invités spéciaux
Certains invités apparaissent lors des épisodes, mais ne font pas partie du panel des juges.
Épisode 3
- Tiziano Ferro, chanteur italien ;
- Andrea Attila Felice, chorégraphe italien ;
- Stefano Magnanelli, compositeur italien.

Épisode 4
- Michele Magani, maquilleur italien ;
- Vincenzo De Lucia, comédien italien.

Episode 6
- Andrea Attila Felice, chorégraphe italien ;
- Tommaso Stanzani, danseur italien ;
- RuPaul, drag queen américaine ;
- Michelle Visage, chanteuse et présentatrice télévisée américaine.

## Épisodes
| CANDIDATE | Ava Hangar   | Divinity             | Elecktra Bionic | Enorma Jean  | Farida Kant                  | Ivana Vamp   | Le Riche               | Luquisha Lubamba |
| PUBLICITÉ | Un téléphone | Une baguette magique | Des somnifères  | Rien         | De la peinture thérapeutique | De l'essence | Une application mobile | Un mégaphone     |
| DIVA      | Moira Orfei  | Beyoncé              | Dita von Teese  | Sophia Loren | Lady Gaga                    | Maria Callas | Kim Kardashian         | Britney Spears   |

| CANDIDATE  | Ava Hangar            | Divinity        | Elecktra Bionic    | Enorma Jean          | Farida Kant          | Le Riche       | Luquisha Lubamba    |
| PERSONNAGE | Alice & Ellen Kessler | Belén Rodriguez | Francesca Cipriani | Rita Levi-Montalcini | Alessandra Celentano | Valeria Marini | Elettra Lamborghini |

| CANDIDATE                              | ELECKTRA BIONIC | FARIDA KANT | LE RICHE | LUQUISHA LUBAMBA |
| -------------------------------------- | --------------- | ----------- | -------- | ---------------- |
| NOMBRE DE VICTOIRES                    | 0               | 2           | 1        | 0                |
| ÉPISODE(S)                             | —               | 1, 5        | 4        | —                |
| NOMBRE DE FOIS EN DANGER D'ÉLIMINATION | 0               | 0           | 2        | 2                |
| ÉPISODE(S)                             | —               | —           | 2, 3     | 1, 5             |